# فيزيولوجيا نفسية
علم وظائف الأعضاء النفسي أو الفيزيولوجيا النفسية هو فرع من علم النفس يُعنى بالأسس الفيزيولوجية للعمليات النفسية. كان علم وظائف الأعضاء النفسي مجالًا واسعًا عامًا في النطاق البحثي في ستينيات وسبعينيات القرن التاسع عشر، لكنه أصبح الآن أكثر تخصصًا مما كان عليه سابقًا، وتفرع لاختصاصات فرعية مثل الفيزيولوجيا النفسية الاجتماعية، والفيزيولوجيا النفسية القلبية الوعائية، والفيزيولوجيا النفسية المعرفية، والعلوم العصبية المعرفية.

## الخلفية
يجد بعض الأشخاص صعوبة في تمييز عالم فيزيولوجيا النفس عن عالم نفس الفيزيولوجيا، إذ تختلف مجالات دراسة كل منهما بشكل كبير. يهتم علماء النفس بسبب خوفنا من العناكب بينما يهتم علماء الفيزيولوجيا بأجهزة الإدخال والإخراج الخاصة باللوزة الدماغية. يحاول عالم الفيزيولوجيا النفسي الجمع بينهما معًا. يدرس علماء فيزيولوجيا النفس عادةً الرابط النفسي الفيزيولوجي عند الأشخاص السليمين. درس علماء الفيزيولوجيا النفسية القدماء أثر الحالات النفسية على استجابة الأجهزة الفيزيولوجية تقريبًا بشكل دائم، منذ سبعينيات القرن التاسع عشر، درس علماء الفيزيولوجيا النفسية أثر الحالات والأجهزة الفيزيولوجية على الحالات والعمليات النفسية. يجعل نطاق دراسة العلاقات المتبادلة بين الجسم والعقل هذا من علماء فيزيولوجيا النفس الأكثر تميزًا.
تاريخيًا، مال معظم علماء فيزيولوجيا النفس لاختبار الاستجابات الفيزيولوجية والأجهزة العضوية المعصبة بالجهاز العصبي الذاتي. مؤخرًا، أصبح علماء فيزيولوجيا النفس أكثر اهتمامًا، أو مهتمين بشكل مساوٍ بالجهاز العصبي المركزي، واستكشاف كمونات العمل الدماغية القشرية مثل الأنواع العديدة من الكمونات المرتبطة بالحدث (إي آر بي)، والأمواج الدماغية، والاستخدامات التقنية المتقدمة مثل التصوير بالرنين المغناطيسي الوظيفي (إف إم آر آي)، والتصوير بالرنين المغناطيسي (إم آر آي)، والتصوير المقطعي بالإصدار البوزيتروني (بّي إي تي)، وتخطيط الدماغ المغناطيسي (إم إي جي)، وتقنيات التصوير العصبية الأخرى.
استكمالًا للمقارنة بين عالم فيزيولوجيا النفس وعالم نفس الفيزيولوجيا، قد يبحث عالم فيزيولوجيا النفس في كيفية تأثير التعرض لوضع مجهد على الجهاز الوعائي القلبي مثل التغير بمعدل ضربات القلب (إتش آر)، والتوسع أو التضيق الوعائي، والقلوصية القلبية، وحجم النفضة القلبية. يبحث عالم نفس الفيزيولوجيا كيفية تأثير حدثية وعائية قلبية ما على حدثية وعائية قلبية أخرى أو حدثية غدية صماوية، أو كيف يساهم نشاط إحدى البنى العصبية باستثارة نشاط بنية عصبية أخرى التي تسبب تأثيرًا مثبطًا في جهاز ما آخر. يختبر علماء الفيزيولوجيا النفسيين عادةً التأثيرات الناجمة عن دراسة عينات ما دون بشرية باستخدام تقنيات وعمليات جراحية أو غير باضعة.
يرتبط علم فيزيولوجيا النفس بشدة بمجال علم الأعصاب وعلم الأعصاب الاجتماعي، الذي يُعنى بشكل أساسي بدراسة العلاقات بين الحدثيات الفيزيولوجية والاستجابات الدماغية. يرتبط علم فيزيولوجيا النفس أيضًا بالتخصصات الطبية التي تعرف بعلوم النفس الجسدية.
كان علم فيزيولوجيا النفس تخصصًا يُعنى بما هو شائع في العلوم الطبية والفيزيولوجية قبل ستينيات وسبعينيات القرن التاسع عشر تقريبًا، لكن مؤخرًا، أخذ علم فيزيولوجيا النفس يتموضع حول التداخل بين العلوم الطبية والفيزيولوجية، واتسعت شهرته وأهميته بشكل يتناسب مع إدراك الارتباط الضمني الشديد بين الجسد والعقل.

## المقاييس
توجد مقاييس علم فيزيولوجيا تأثير التعرض النفس في ثلاثة نطاقات؛ التقارير، والقراءات، والسلوك. تشمل التقارير التقويمية استبطان المتطوعين والتقييمات الذاتية للحالات النفسية الداخلية أو الإحساسات الفيزيولوجية، مثل التقرير الذاتي لمستويات الإثارة على مجسمات التقييم الذاتي، أو مقاييس الوعي الحشوي الاستبطاني مثل اكتشاف ضربات القلب. مزايا التقرير الذاتي هي التركيز على الفهم الدقيق للتجربة الذاتية الخاصة بالمتطوع وفهم مدركاته؛ ومع ذلك، تشمل مساوئها احتمالية سوء فهم المتطوعين للمقياس أو استعادة الأحداث بشكل غير صحيح. يمكن قياس الاستجابات الفيزيولوجية أيضًا من خلال أدوات تقرأ الحدثيات الجسمية مثل تغيرات معدل ضربات القلب (سرعة القلب)، والاستجابة الجلدية الكهربائية (إي دي إيه)، والتوتر العضلي، والنتاج القلبي. تعتبر العديد من المؤشرات جزءًا من علم فيزيولوجيا النفس المعاصر، بما فيها الأمواج الدماغية (تخطيط الدماغ الكهربائي، إي إي جي)، إف إم آر آي (التصوير بالرنين المغناطيسي الوظيفي)، الاستجابة الجلدية الجلفانية (هو مصطلح معمم يشمل الاستجابة الجلدية الموصلية -إس سي آر-، والاستجابة الجلدية الجلفانية -جي إس آر-)، المقاييس الوعائية القلبية (معدل ضربات القلب، إتش آر؛ عدد الضربات في الدقيقة، بي بّي إم؛ تغيرات معدل ضربات القلب، إتش آر في؛ النشاط الحركي الوعائي)، النشاط العضلي (تخطيط العضلات الكهربائي، إي إم جي)، تغيرات مخطط كهربائية المعدة (إي جي جي) في قطر الحدقة المترافق مع الفكر والمشاعر (قياس الحدقة)، حركات العين المسجلة عبر مخطط كهربائية العين (إي أو جي) وطرق اتجاهات الحملقة، والديناميكيا القلبية المسجلة عبر تخطيط القلب بالمعاوقة. تعتبر هذه المقاييس مفيدة لأنها تقدم معلومات دقيقة وموضوعية ومستقلة عن الشخص الملاحِظ ومسجلة عبر الآلات. مع ذلك توجد جوانب سلبية تتعلق بتغير الاستجابات من قبل أي نشاط فيزيائي أو حركة ما، واختلاف مستويات الاستثارة القاعدية والاستجابات بين الأشخاص بالإضافة لاختلافها بحسب الأوضاع.
أخيرًا، يمكن لأحد المقاييس توضيح فعل أو سلوك ما، إذ يشمل ملاحظة وتسجيل الأفعال الواقعية، مثل الركض، والثبات، وحركة العين، والتعابير الوجهية. تعتبر تلك المقاييس مقاييس ذات استجابة جيدة وسهلة التسجيل عند الحيوانات، لكنها لا تستخدم كثيرًا في الدراسات عند البشر.

## الاستخدامات
تستخدم مقاييس فيزيولوجيا النفس عادةً لدراسة استجابات الشعور والانتباه للمنبه، خلال الإجهاد، وبشكل متزايد، من أجل فهم أفضل للعمليات المعرفية. تستخدم الحساسات الفيزيولوجية لكشف المشاعر في المدارس وأنظمة التعليم الذكية.

## الشعور (الانفعال)
لوحظ منذ زمن تشكل النوبات الشعورية جزئيًا من خلال الاستجابات الفيزيولوجية. بدأ العمل المبكر في ربط المشاعر بفيزيولوجيا النفس من خلال أبحاث تحديد موقع الاستجابات الثابتة الخاصة بالجهاز العصبي الذاتي (إيه إن إس) من أجل تمييز الحالات الشعورية. على سبيل المثال، قد يتشكل الغضب من خلال مجموعة معينة من الاستجابات الفيزيولوجية، مثل زيادة النتاج القلبي والضغط الدموي الانبساطي المرتفع، ما يسمح لنا بفهم الأنماط بشكل أفضل وتوقع الاستجابات الشعورية.
استطاعت بعض الدراسات تحديد أنماط ثابتة لاستجابات الجهاز العصبي الذاتي التي تتسق مع مشاعر خاصة تحت ظروف معينة، مثل دراسة باول إيكمان وزملائه القديمة في عام 1983 : «ينتج النشاط الخاص بالمشاعر في الجهاز العصبي الذاتي من خلال بناء أنماط وجهية بدئية لعضلات الشعور عبر العضلات وعبر إعادة إحياء التجارب الشعورية القديمة. يميز النشاط الذاتي بين المشاعر السلبية والإيجابية، وبين المشاعر السلبية أيضًا». ومع ذلك، كلما أجريت المزيد من الدراسات، ظهرت المزيد من المتغيرات في استجابات الجهاز العصبي الذاتي التي تساهم في استنباط الاستقراءات الشعورية بين الأفراد وعند الفرد نفسه مع الوقت، وبشكل كبير بين المجموعات الاجتماعية. تعود بعض هذه الاختلافات لمتغيرات مثل تقنيات الاستقراء، وظروف الدراسة، أو تصنيفات المنبهات، التي قد تغير السيناريو الملاحظ أو الاستجابة الشعورية. وُجد مع ذلك أن خاصيات المشارك أو المتطوع قد تغير أيضًا من استجابات الجهاز العصبي الذاتي. قد تغير العديد من العوامل من الاستجابات الفيزيولوجية في إعدادات المختبر مثل مستوى الإثارة القاعدية في وقت إجراء التجربة أو بين اختبارات الاستعادة للاستجابات المتعلمة أو المتكيفة مع منبه معين، والنطاق والمستوى الأعظمي لأثر نشاط الجهاز العصبي الذاتي، ويقظة الفرد. تفشل الحالات الشعورية المتفردة المفترضة في إظهار الخصوصية. على سبيل المثال، اعتقد بعض علماء الأنماط وجود عدة أنواع فرعية للخوف، التي قد تشمل الهروب أو الثبات، اللذين قد يمتلكا أنماطًا فيزيولوجية متفردة وبشكل محتمل دارات عصبية متفردة أيضًا. على هذا النحو، لا توجد علاقة نهائية تربط أنماطًا ذاتية معينة بمشاعر متفردة بإعادة التفكير بالتعاريف التقليدية للمشاعر من قبل الباحثين النظريين في الشعور.